# Westfalen-Kolleg Paderborn
Das Westfalen-Kolleg Paderborn ist ein Weiterbildungskolleg des Landes Nordrhein-Westfalen in Paderborn zur Erlangung der Allgemeinen Hochschulreife. In der 1964 gegründeten Einrichtung des Zweiten Bildungsweges werden in drei Lehrgängen rund 350 Studierende von ca. 40 Lehrern unterrichtet, um das Abitur oder Fachabitur zu erwerben.

## Schulprofil
Das Westfalen-Kolleg ist eine Institution der Erwachsenenbildung, die neben der fachwissenschaftlichen Ausbildung die verschiedenen Lebenserfahrungen, Perspektiven und Kompetenzen der Studierenden in ihrem Bildungsauftrag berücksichtigt. Zeitgemäße Bildung wird dabei als umfassende Entwicklung menschlicher Fähigkeiten und Fertigkeiten zur Ausbildung einer eigenen Persönlichkeit begriffen.

### Lehrgangsangebote und Abschlüsse

#### Lehrgang Kolleg
In jedem Jahr werden zwei Lehrgänge angeboten, die zum 1. Februar bzw. nach den Sommerferien beginnen. Der Lehrgang umfasst 30 Wochenstunden, die im Wesentlichen am Vormittag unterrichtet werden. Er ist kostenfrei und wird vom ersten Semester an mit BAFöG unterstützt. Das Fächerangebot ermöglicht den Studierenden, individuelle Schwerpunkte zu setzen. Trotz Einschränkungen bei den Leistungskursangeboten berücksichtigen die Wahlmöglichkeiten spätere Studien- und Berufswünsche.
Vertiefungs- und Projektkurse sowie Arbeitsgemeinschaften ergänzen die Fächer, damit weitere individuelle Interessen der Studierenden gefördert werden können. In den bedarfsweise eingerichteten Arbeitsgemeinschaften sollen insbesondere kreative Fähigkeiten und Fertigkeiten entwickelt und erweitert werden (z. B. Schwarzes Theater, Fotografie, Sprachen). Im Unterricht werden neue Medien und Kommunikationsmöglichkeiten genutzt. Ergänzend dazu stehen Computerplätze bereit, an denen auch außerhalb des Unterrichts gearbeitet werden kann (Internetzugang, plattformbasierte Materialien).
Der Lehrgang führt innerhalb von sechs Semestern zum Abitur bzw. innerhalb von vier Semestern zum Fachabitur. Das erste und zweite Semester wird im Klassenverband unterrichtet. Ab dem dritten Semester erfolgt der Unterricht in Kursen. Die für die Leistungskurse gewählten Fächer sind Abiturfächer, ab dem vierten Semester werden zwei weitere Abiturfächer gewählt. Im dritten Semester wird in möglichen Abiturfächern eine Klausur geschrieben, in Leistungskursen zwei Klausuren. Darüber hinaus wird in den Hauptfächern (Mathematik, Deutsch und fortgeführte Fremdsprache) ebenfalls im dritten bis fünften Semester jeweils eine Klausur geschrieben, auch wenn diese kein Abiturfach sind. Ab dem vierten Semester müssen in den vier Abiturfächern zwei Klausuren geschrieben werden. Am Ende des sechsten Semesters findet die zentrale Abiturprüfung statt.

#### Lehrgang AGV (Abendgymnasium am Vormittag)
Dieser Lehrgang mit 20 Wochenstunden wird am Vormittag für Arbeitnehmer mit dazu passenden Arbeitszeiten angeboten. Der berufsbegleitende Lehrgang beginnt jeweils nach den Sommerferien. Das Kernangebot besteht aus den Fächern Deutsch, Englisch, Französisch, Geschichte/Sozialwissenschaft, Soziologie, Mathematik und Biologie. Außerdem stehen den Interessenten auch die oben genannten zusätzlichen Angebote des Kollegs (Arbeitsgemeinschaften, Computernutzung) zur Verfügung. Der Lehrgang ist kostenfrei und eine Förderung nach BAFöG ist in den letzten drei Semestern unter bestimmten Voraussetzungen möglich.

#### Lehrgang aol (Abitur-Online)
Mit Abitur-Online bietet das Kolleg seit 2002 einen weiteren berufsbegleitenden Lehrgang an, der den Teilnehmern zeitliche und räumliche Unabhängigkeit erlaubt. Eine Hälfte der Unterrichtszeit von 20 Stunden verbringen die Studierenden in der Schule, während die andere Hälfte so organisiert ist, dass die Studierenden im Selbststudium lernen. Hier wird das Unterrichtsmaterial über eine Moodle-basierte Internetplattform bereitgestellt und ebenfalls über das Internet zwischen Studierenden und Lehrkräften kommuniziert.

#### Vorkurs
Der Vorkurs richtet sich in erster Linie an zukünftige Studierende, die die Fachoberschulreife noch nicht besitzen. Diese ist Eingangsvoraussetzung zum Besuch des Kollegs. Des Weiteren können auch Studierende teilnehmen, die wieder an den Prozess des Lernens herangeführt werden wollen. Der Kurs bietet die Möglichkeit, eventuell vorhandene Defizite abzubauen. Er wird nach Bedarf vormittags oder abends angeboten.

### Aufnahmevoraussetzungen
Die Studierenden müssen beim Eintritt in das erste Semester mindestens 18 Jahre alt sein und eine abgeschlossene Berufsausbildung oder eine mindestens zweijährige Erwerbstätigkeit bzw. die mindestens zweijährige Führung eines Familienhaushalts nachweisen. Auf die Dauer der Berufstätigkeit werden Wehrdienst, Zivildienst, Freiwilliges Soziales Jahr, Bundesfreiwilligendienst sowie Arbeitslosigkeit, Praktika, der Besuch beruflicher Bildungsgänge etc. bei entsprechendem Nachweis angerechnet. Absolventen der Abendrealschule bzw. der Fachoberschulreife-Lehrgänge anderer Weiterbildungsträger, die die Aufnahmebedingungen nicht erfüllen (Alter, Berufstätigkeit), können den Lehrgang Kolleg besuchen und den schulischen Teil der Fachhochschulreife erwerben. Bewerber, die nicht die Fachoberschulreife besitzen, müssen entweder einen Vorkurs besuchen oder eine Aufnahmeprüfung ablegen.

### Ausbildungsförderung (BAFöG)
Die Studierenden haben zum Besuch des Westfalen-Kollegs keinerlei Gebühren zu zahlen. Die benötigten Lehrbücher werden ihnen zum größten Teil zur Verfügung gestellt. Die Ausbildung am Westfalen-Kolleg wird im Lehrgang Kolleg vom ersten Semester, in den abendgymnasialen Bildungsgängen in den letzten drei Semestern mit Ausbildungshilfen nach BAFöG gefördert. Diese Leistungen werden unabhängig vom Einkommen der Eltern gewährt und müssen nicht zurückgezahlt werden. Wer das 30. Lebensjahr bei Beginn der Ausbildung vollendet hat, kann nur bei Vorliegen besonderer Ausnahmetatbestände gefördert werden.
| \| Sprachlich-literarisch-künstlerisches Aufgabenfeld \| Gesellschaftswissenschaftliches Aufgabenfeld \| Mathematisch-naturwissenschaftliches Aufgabenfeld \| Weitere Unterrichtsfächer \| \| -------------------------------------------------- \| ------------------------------------------------------- \| ------------------------------------------------- \| ------------------------- \| \| Deutsch (Leistungskurs wählbar) \| Geschichte / Sozialwissenschaft (Leistungskurs wählbar) \| Mathematik (Leistungskurs wählbar) \| Religionslehre \| \| Englisch (Leistungskurs wählbar) \| Soziologie (Leistungskurs wählbar) \| Biologie (Leistungskurs wählbar) \| Sport \| \| Französisch \| Geographie \| Physik \| Theaterwerkstatt \| \| Latein \| Psychologie \| Chemie \| \| \| Kunst \| \| \| \| |                                                         |                                                   |                           |
| Sprachlich-literarisch-künstlerisches Aufgabenfeld | Gesellschaftswissenschaftliches Aufgabenfeld            | Mathematisch-naturwissenschaftliches Aufgabenfeld | Weitere Unterrichtsfächer |
| Deutsch (Leistungskurs wählbar) | Geschichte / Sozialwissenschaft (Leistungskurs wählbar) | Mathematik (Leistungskurs wählbar)                | Religionslehre            |
| Englisch (Leistungskurs wählbar) | Soziologie (Leistungskurs wählbar)                      | Biologie (Leistungskurs wählbar)                  | Sport                     |
| Französisch | Geographie                                              | Physik                                            | Theaterwerkstatt          |
| Latein | Psychologie                                             | Chemie                                            |                           |
| Kunst |                                                         |                                                   |                           |

### Kooperationen und Partnerschaften
- FHDW Paderborn
- Universität Paderborn
- Agentur für Arbeit
- Westfälisches Forum für Kultur und Bildung
- Zukunftsschulen NRW
- Theater Paderborn
- Schauspielschule Kassel

## Ausstattung
Das Westfalen-Kolleg Paderborn verfügt über Räumlichkeiten, die mit großen Displays, AppleTVs sowie Dokumentenkameras ausgestattet sind. Tablets für alle Studierenden und Lehrenden sowie W-LAN ermöglichen digitales Lernen. Dies wird durch die Nutzung von LOGINEO und der Lernplattform Moodle unterstützt.
Im Selbstlernzentrum können Studierende an Computerarbeitsplätzen und mittels einer Bibliothek selbstständig und individuell arbeiten.

## Aktivitäten
- Schwarzes Theater
- Europa-AG mit Europa-Woche
- Konzert-AG
- Fußball-AG
- regelmäßige Musik-Events
- Studienfahrten
- jährlicher Ski-Kurs
- Projekttage
- Kolleg-Party

## Geschichte
In der Zeit nach dem Zweiten Weltkrieg, besonders in den 50er und 60er Jahren, entstanden nicht nur zahlreiche Abendgymnasien, sondern auch eine neue Form der Erwachsenenbildung: das Kolleg.
In diesem Kontext wurde im Jahr 1964 das Westfalen-Kolleg Paderborn als staatliches Institut gegründet, das gerade in der ländlichen Region des ehemaligen Hochstifts Paderborn Volks- und Berufsschülern die Chance zum Erwerb der Hochschulreife eröffnete. Der Unterricht fand zunächst in Pavillons an der Benhauser Straße statt.
Seit 1975 wird in der ehemaligen Pädagogischen Hochschule am Fürstenweg gelernt und gelehrt, deren Räumlichkeiten zwischen 2002 und 2005 durch den Bau- und Liegenschaftsbetrieb (BLB) NRW saniert und modernisiert worden sind. Im Laufe der Zeit wurden unterschiedliche Konzepte der Unterrichtsorganisation entwickelt. Von 1964 bis 1970 wurde wie am Gymnasium im Klassenverband unterrichtet und das Abitur nach fünf Semestern erworben.
Von 1970 bis 1981 gab es Unterricht nach dem sogenannten Paderborner Modell, bei dem nach den Prinzipien der Individualisierung und Differenzierung des Studiengangs die Lernenden je nach Leistungsvermögen die Reifeprüfung nach vier bis sechs Semestern ablegen konnten und neben einem Pflichtbereich von Fächern in ihrem Wahlbereich Studienschwerpunkte bilden konnten. In dem vorgegebenen Rahmen des Modells konnten die Studierenden ihre Kurse und deren Lehrer wählen und die Themen der Kurse mitbestimmen.
Seit 1981 wird am Paderborner Kolleg nach dem Kurssystem unterrichtet, das sich an der Sekundarstufe II orientiert. In der Einführungsphase der ersten zwei Semester lernen die Studierenden im Klassenverband, die anschließenden vier Semester im Kurssystem. Im Jahr 1989 wurde der abendymnasiale Vormittagslehrgang eingeführt. Seit dem Jahr 2000 führen alle ZBW-Einrichtungen den Namen Weiterbildungskolleg. Als dritter Bereich neben Kolleg und Abendgymnasium am Vormittag wird seit Sommer 2002 der berufsbegleitende Lehrgang Abitur-Online angeboten. Seit 2008 sind alle Lehrgänge des Westfalen-Kollegs in die zentralen Abiturprüfungen eingebunden.

## Gebäude und Umgebung
Seit 1977 ist das Westfalen-Kolleg im Gebäude der ehemaligen Pädagogischen Hochschule (heute Teil der Universität Paderborn) untergebracht, in dem sich heute neben diesem auch das Zentrum für schulpraktische Lehrerausbildung (ZfSL), die Abendrealschule Paderborn sowie das Prüfungsamt befinden. Das Gebäude verfügt über eine Cafeteria und ist in ein parkähnliches Areal eingebettet.
In unmittelbarer Nähe sind das Inselbadstadion, Rolandsbad, Heinz Nixdorf MuseumsForum und das bib International College Paderborn.

## Persönlichkeiten
- Mark Brain
- Klaus von Krosigk
- Gerhard Schuster

## Der Verein der Freunde und Förderer des Westfalen-Kollegs
Am Westfalen-Kolleg besteht seit 1989 der „Verein der Freunde und Förderer des Westfalen-Kollegs Paderborn“. Seit der Gründung fördert der Verein jedes Jahr zahlreiche schulische Aktivitäten wie Exkursionen, Lesungen, Museums- und Theaterbesuche, Arbeitsgemeinschaften und Projektkurse sowie die jährlich stattfindenden Studienfahrten.
Zielsetzung des Vereins ist es, sowohl die Verbindung zwischen der ehemaligen sowie der aktiven Schulgemeinschaft zu pflegen und zu intensivieren als auch die Förderung von Bildung durch materielle und ideelle Förderung sowie Unterstützung des Kollegs.

## Schulleitungen
| Amtszeit                  | Name              | Bemerkung     |
| ------------------------- | ----------------- | ------------- |
| November 1964 – 1976      | Karl Schick       |               |
| 1976 – 1989               | Reinhold Lüdtke   |               |
| 1989 – 1993               | Franz-Josef Behet |               |
| 1993 – Januar 2016        | Manfred Krugmann  |               |
| Februar 2016 – Juli 2016  | Roland Hermes     | kommissarisch |
| August 2016 – Januar 2020 | Andreas Müller    |               |
| seit Februar 2020         | Martina Möller    |               |